# Route nationale 332
Pour les articles homonymes, voir Route 332.
La route nationale 332, ou RN 332, était une route nationale française reliant Compiègne à May-en-Multien.
À la suite de la réforme de 1972, la RN 332 a été déclassée en RD 420 en Seine-et-Marne et en RD 332 dans l'Oise (le nom de RD 932 y ayant été attribué à l'ancienne RN 32 entre Noyon et la limite du département de la Somme).

## Ancien tracé de Compiègne à May-en-Multien (D 332 et D 420)
- Compiègne D 332 (km 0)
- Gilocourt (km 14)
- Béthancourt-en-Valois (km 15)
- Crépy-en-Valois (km 22)
- Lévignen (km 27)
- Betz (km 33)
- Acy-en-Multien D 332 (km 39)
- Rosoy-en-Multien D 420 (km 42)
- May-en-Multien D 420 (km 46)